# JR貨物U4D形コンテナ
U4D形コンテナ（U4Dがたコンテナ）は、日本貨物鉄道（JR貨物）輸送用として籍を編入している、12ft 私有コンテナ（活魚輸送用コンテナ）である。現在は使用されていない。

## 概要
本形式の数字部位 「 4 」は、コンテナの容積を元に決定される。このコンテナ容積4 m3の算出は、厳密には端数四捨五入計算の為に、内容積3.5 m3 - 4.4 m3の間に属するコンテナが対象となる
。また形式末尾のアルファベット一桁部位 「 D 」は、コンテナの使用用途（主たる目的または、構造）が 「 特殊構造 」を表す記号として付与されている。
1988年より登録が開始された。

## 番台毎の概要
なお、他形式の様に複数の番台区分は無く、0番台からの連続登録である。